# 普拉茨堡 (印第安納州)
普拉茨堡（英語：Prattsburg）是位於美國印地安納州里普利縣的一個非建制地區。

## 地理
普拉茨堡所處的海拔為高於海平面296米（即971英呎），而該地所採用的時區為UTC-5，即北美東部時區（EST）。同時該地設有夏令時間，為UTC-5調快一小時，即UTC-4（EDT）。